# Felice Chiò
Felice Chiò (Crescentino, 29 de abril de 1813 - Turim, 28 de maio de 1871) foi um matemático e político italiano.

## Biografia
Natural do Piemonte, estudou na Universidade de Turim, onde teve entre seus professores Giovanni Plana e formou-se em filosofia em 1835. Desde 1854, ensinou matemática na Academia Militar de Turim e Física Matemática na Universidade de Turim, em que até hoje há um busto seu.
Em 1841 publica uma memória rejeitada pela Academia de Ciências de Turim por conselho de Giulio e Menabrea, onde corrigiu um descuido de Lagrange em seu livro sobre séries que levam o nome do próprio. O conteúdo da memória, no entanto, estava correto: após ser enviada a Paris e ser apoiada por Cauchy, foi publicada no Comptes Rendus entre 1844 e 1847 a partir da Academia Francesa de Ciências, criando uma polêmica no mundo científico italiano de então. Em 1846, Chiò tendo sido comunicado destes fatos, parte para Gênova, no oitavo congresso de cientistas italianos, levando a uma longa controvérsia com Menabrea.
Seus outros escritos tratam da teoria de curvas, cálculo de diferenças finitas, integrais e determinantes, de onde vem seu resultado mais conhecido: a regra de Chiò para determinantes. Seus estudos têm vários resultados originais, especialmente no campo da análise pura.
Também envolvido na política, foi eleito membro do Parlamento pelo Piemonte.